# Central Ohio Film Critics Association
Central Ohio Film Critics Association je asociace profesionálních filmových kritiků se základnou v Ohiu ve Spojených státech amerických, každoročně předává na ceny těm nejlepším filmům z předchozího roku. Organizace byla založena v roce 2003. Naposledy se předávaly ceny na 15. ročníku.

## Jednotlivé kategorie ocenění
- Nejlepší film
- Nejlepší režie
- Nejlepší scénář (adaptovaný, původní)
- Nejlepší mužský výkon v hlavní roli
- Nejlepší ženský výkon v hlavní roli
- Nejlepší mužský výkon ve vedlejší roli
- Nejlepší ženský výkon ve vedlejší roli
- Nejlepší animovaný film
- Nejlepší cizojazyčný film
- Nejlepší dokument
- Nejlepší kamera
- Nejlepší střih
- Nejlepší skladatel